# Hán Bình Đế
Hán Bình Đế (chữ Hán: 漢平帝; 9 TCN – 6), tên thật là Lưu Khản (劉衎) hay Lưu Diễn, là vị Hoàng đế thứ 14 của nhà Tây Hán trong lịch sử Trung Quốc. Ông ở ngôi từ năm 1 TCN cho đến khi bị ngoại thích Vương Mãng sát hại năm 6 CN.

## Thân thế
Lưu Khản là con của Trung Sơn Hiếu vương Lưu Hưng, cháu của Hán Nguyên Đế. Mẹ ông là Vệ cơ.
Năm 1 TCN, Hán Ai Đế vì hoang dâm quá độ, bị bệnh qua đời khi còn trẻ, không có con nối dõi. Thái hoàng thái hậu Vương Chính Quân - vợ Nguyên Đế và là bà nội của Lưu Khản - cùng người cháu trong họ là Vương Mãng gấp rút hành động, giữ lấy ngọc tỷ truyền quốc và thanh trừng các phe ngoại thích họ Phó, họ Đinh cùng những người về phe với họ.
Vương thái hoàng thái hậu và Vương Mãng lập Lưu Khản lên nối ngôi, tức là Hán Bình Đế. Vương Chính Quân lại xưng là Thái hậu như cũ, cử Vương Mãng làm phụ chính. Năm đó Lưu Khản lên 9 tuổi.

## Vua nhỏ mất quyền

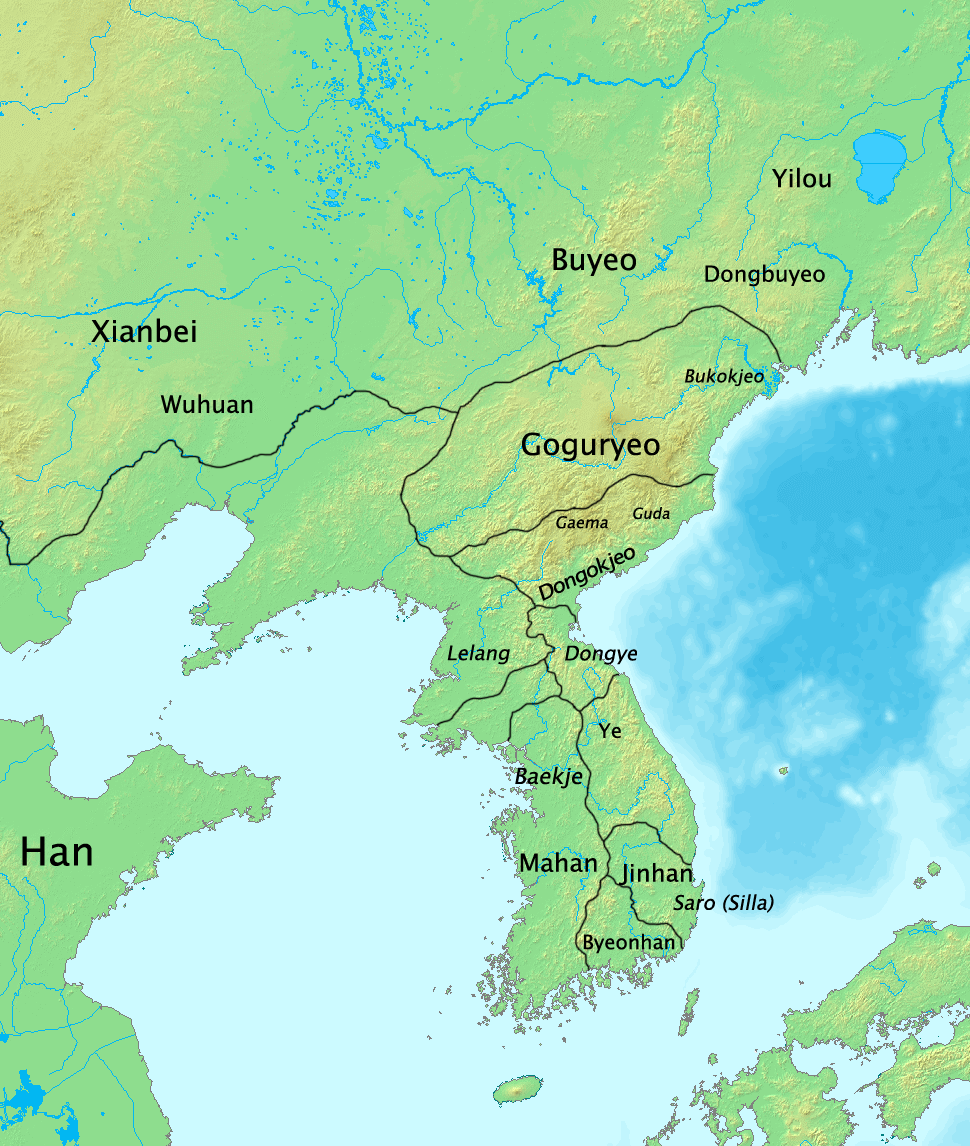
Bản đồ bán đảo Triều Tiên thời kỳ Tiền Tam quốc Triều Tiên, năm 1 SCN.

Thời gian này vua Cao Câu Ly là Lưu Ly Minh Vương liên tục mở rộng lãnh thổ ở đông bắc nhà Hán, đe dọa đến các quận của nhà Hán ở Liêu Đông.
Ở triều đình nhà Hán, Hán Bình Đế hoàn toàn không có quyền hành. Vương Mãng thao túng việc chính sự nhà Hán, tìm cách lấy lòng người để cướp ngôi nhà Hán.
Dần dần Vương Mãng dùng phe cánh của mình tác động để Vương thái hậu và Hán Bình Đế phong ông làm An Hán Công. Để tăng thêm uy thế, năm 3, Vương Mãng đưa con gái vào cung làm hoàng hậu của Hán Bình Đế.
Năm 4, những người trong họ Vệ - mẹ Bình Đế - muốn lật đổ Vương Mãng để giành quyền nhưng thất bại, bị Vương Mãng trừ khử.
Đến năm 5, Vương Mãng ép Bình Đế ban "cửu tích" - các đồ dùng của bậc vương giả, hưởng đãi ngộ chỉ dưới hoàng đế và trên tất cả các chư hầu.

## Bị sát hại
Cuối năm 5, Bình Đế bị bệnh. Vương Mãng theo lối Chu Công cầu trời giải bệnh cho Chu Vũ Vương, cũng làm văn khấn xin chết thay cho vua. Nhưng kỳ thực, Mãng sai người mang rượu độc ngâm phân chim trấm (một loại chim ăn bọ cạp và rắn) đến cho Bình Đế. Bình Đế uống rượu và qua đời khi mới 14 tuổi sau 6 năm ở ngôi, không có con nối.
Vương Mãng chọn trong số các hậu duệ của Hán Tuyên Đế, lập cháu 5 đời của Tuyên Đế là Lưu Anh mới 2 tuổi lên ngôi, tức là Nhũ Tử Anh.
Trong thời ở ngôi, Hán Bình Đế sử dụng 2 niên hiệu là 
- Nguyên Thọ (1 TCN)[3]
- Nguyên Thủy (1–5).